# Annette von Droste-Hülshoff
Anna Elisabeth Franzisca Adolphina Wilhelmina Ludovica (Annette) von Droste-Hülshoff, född 10 januari 1797 nära Münster, död 24 maj 1848 nära Meersburg, var en tysk författare, som tillhörde en friherrlig adelsätt.
Droste-Hülshoff växte upp i gammaldags katolsk miljö på stamgodset Haus Hülsen nära Münster. Genom sina Gedichte (1844) dokumenterade hon sig som sin tyska samtids största kvinnliga lyriker, även om hon fick vänta länge på erkännande. Känslighet utan sentimentalitet och en fint nyanserad språkbehandling kännetecknar hennes diktning. Kraftfull är prosanovellen Die Judenbuche (1842). Postumt utgavs Das geistliche Jahr, religiösa dikter (1851), Letzte Gaben (1860) och Briefe (1877). Hennes Gesammelte Schriften utgavs i 3 band 1879 och Sämtliche Briefe utgavs av Hermann Cardauns (1909).

## Eftermäle
Asteroiden 12240 Droste-Hülshoff är uppkallad efter Annette von Droste-Hülshoff.